# 大原 (さいたま市)
大原（おおはら）は、埼玉県さいたま市の町丁。現行行政地名は大原一丁目から大原七丁目。大原一丁目から大原五丁目が浦和区に属し、大原六丁目及び大原七丁目が大宮区に属する。住居表示実施済み。郵便番号は330-0046（1-5丁目）、330-0836（6・7丁目）。

## 地理
さいたま市中北部の沖積平野に位置する。大宮区天沼町・北袋町、浦和区三崎・木崎・上木崎、見沼区上山口新田と隣接する。かつての見沼の一部で、東部を準用河川皇山川（皇山排水路）が流れ、芝川に合流する。さいたま市の人口重心は大原四丁目の大原サッカー場付近に位置する。

## 歴史
もとは大半が大字下木崎の一部であった。大字上木崎の小字大原に浦和市立大原中学校（現在の上木崎4-4）があったが、見沼田んぼの現在地に大原中学校が移転し、その後の住居表示実施により、1982年（昭和57年）8月1日、このエリアは大原一丁目から七丁目となった（大字下木崎の見沼代用水より北部と大字上木崎の一部大原中学校付近から成立。要するに小学校移転に伴い大原の地名も移転したことになる）。浦和市・大宮市・与野市が合併してさいたま市となり、政令指定都市に移行する際の区制では、一〜五丁目が浦和区、六・七丁目が大宮区という区割りになった。

## 世帯数と人口
2017年（平成29年）9月1日現在の世帯数と人口は以下の通りである。
| 区        | 丁目       | 世帯数  | 人口    |
| --------- | ---------- | ------- | ------- |
| 浦和区    | 大原一丁目 | 299世帯 | 739人   |
| 浦和区    | 大原二丁目 | 197世帯 | 472人   |
| 浦和区    | 大原三丁目 | 10世帯  | 25人    |
| 浦和区    | 大原四丁目 | 11世帯  | 11人    |
| 浦和区 計 | 浦和区 計  | 517世帯 | 1,247人 |
|           |            |         |         |
| 大宮区    | 大原六丁目 | 187世帯 | 435人   |
| 大宮区    | 大原七丁目 | 245世帯 | 497人   |
| 大宮区 計 | 大宮区 計  | 432世帯 | 932人   |
|           |            |         |         |
| 計        | 計         | 949世帯 | 2,179人 |

## 小・中学校の学区
市立小・中学校に通う場合、学区（校区）は以下の通りとなる。
| 丁目       | 番地 | 小学校                   | 中学校                 |
| ---------- | ---- | ------------------------ | ---------------------- |
| 大原一丁目 | 全域 | さいたま市立上木崎小学校 | さいたま市立大原中学校 |
| 大原二丁目 | 全域 | さいたま市立上木崎小学校 | さいたま市立大原中学校 |
| 大原三丁目 | 全域 | さいたま市立上木崎小学校 | さいたま市立大原中学校 |
| 大原四丁目 | 全域 | さいたま市立上木崎小学校 | さいたま市立大原中学校 |
| 大原五丁目 | 全域 | さいたま市立上木崎小学校 | さいたま市立大原中学校 |
| 大原六丁目 | 全域 | さいたま市立上木崎小学校 | さいたま市立大原中学校 |
| 大原七丁目 | 全域 | さいたま市立上木崎小学校 | さいたま市立大原中学校 |

## 交通

### 鉄道
町域内には鉄道は敷設されていない。さいたま新都心駅が最寄駅である。

### 道路
首都高速埼玉新都心線が通っている。

## 施設
- さいたま市立大原中学校
- 大原サッカー場 - Jリーグ・浦和レッズ専用練習場
- 埼玉県障害者交流センター
- さいたま市大宮南部下水道処理センター
- 下木崎団地
- 西高台団地
- 八幡神社
- 京華学園運動場
- 東京成徳短大運動場
- 東海大学付属高輪台高等学校グラウンド
- 埼玉県立浦和西高等学校第二グラウンド
- 大原テニス公園
- 大原公園
- 道美木公園
- 天沼排水機場